# 9 рота (фильм)
«9 ро́та» — российский военно-исторический драматический боевик режиссёра Фёдора Бондарчука по сценарию Юрия Короткова. В международном прокате фильм назывался The 9th Company.
Фильм рассказывает о судьбе группы из семи солдат-новобранцев, призванных на срочную службу в Вооружённые силы СССР в конце 1980-х годов из Красноярска и после нескольких месяцев в «учебке» направленных в состав ОКСВА. В картине частично описываются события, произошедшие в начале 1988 года, во время операции «Магистраль», когда десантники девятой роты 345-го отдельного гвардейского парашютно-десантного полка приняли бой у высоты 3234.
Фильм снимался с 25 мая по 12 октября 2004 года на Украине, в Узбекистане и Москве. Выпущен в кинопрокат 29 сентября 2005 года. Бюджет картины составил 9 500 000 долларов, самой дорогой сценой стал взрыв самолёта с демобилизованными после ракетной атаки (450 000 долларов).

## Сюжет
СССР, 1988 год. Призывной участок в Красноярске. Новобранцы, в числе которых главные герои по прозвищам «Чугун», «Лютый», «Воробей», «Джоконда», «Стас», «Ряба», «Серый», вместе с остальными  призваны в ряды Вооружённых сил СССР и попадают в «афганскую команду». Новобранцев направляют в учебную часть в Фергане, где к ним присоединяется новобранец из Грозного «Пиночет». Их командиром становится старший прапорщик Дыгало, участник Афганской войны.
После нескольких месяцев «учебки» всех переправляют транспортным самолётом на аэродром Баграм. Сверхсрочник из Красноярска дарит «Лютому» свой амулет и садится в самолёт, улетающий в СССР. На глазах вновь прибывших солдат взлетающий Ан-12 с десантниками подбивают с земли, и он терпит крушение после посадки обратно на аэродром. Призывники (кроме «Рябы», «Серого» и «Пиночета») попадают в 9-ю роту 345-го отдельного гвардейского парашютно-десантного полка, где уже служат сержант Афанасий, прапорщик Погребняк («Хохол») и старший сержант Эркенбаев («Курбаши»). Группа десантников получает задание занять высоту в провинции Хост и удерживать её, оберегая проходящие колонны. В дороге рота останавливается на ночлег на базе десантников Анава (Панджшер), где новобранцы участвуют в первом бою с душманами. Новобранец «Воробей» убивает душмана Ахмета.
Десантники занимают высоту и вступают в бой с душманами, обстреливающими колонну. После перестрелки противник уходит в кишлак, который подвергается массированному обстрелу из «Градов». В этом бою погибают ранее прибывший в отряд «Ряба», «Стас» и командир роты капитан Быстров. После встречи Нового, 1989 года, десантники вступают в ожесточённый бой с превосходящим по численности отрядом душманов. Десантники отбивают несколько штурмов, теряя людей, и выбивают врагов с захваченных позиций. В итоге в живых остаётся только «Лютый». Вскоре прилетают вертолёты, и командир полка сообщает «Лютому» о бессмысленности боя, поскольку колонн больше не будет, а советские войска выводятся из Афганистана.
В последних кадрах по афганской земле (Чаугани, Баглан) движется колонна Советской армии. На броне БТР сидит «Лютый», на груди которого красуется орден Красной Звезды.

## В ролях
- Артур Смольянинов — рядовой / младший сержант Олег Лютаев («Лютый»)
- Алексей Чадов — рядовой Владимир Воробьёв («Воробей»)
- Константин Крюков — рядовой Руслан Петровский («Джоконда»)
- Иван Кокорин — рядовой Чугайнов («Чугун»)
- Михаил Евланов — рядовой Рябоконь («Ряба»)
- Артём Михалков — рядовой Сергей Стасенко («Стас»)
- Сослан Фидаров — рядовой Тимур Бекбулатов («Пиночет»)
- Иван Николаев — рядовой Сергеев («Серый»)
- Михаил Пореченков — старший прапорщик Александр Дыгало
- Фёдор Бондарчук — прапорщик Сергей Погребняк («Хохол»)
- Дмитрий Мухамадеев — «Афанасий», сержант
- Ирина Рахманова — «Белоснежка»
- Амаду Мамадаков — старший сержант Курбаши Эркенбаев («Медицина»)
- Александр Шейн — «Патефон»
- Алексей Кравченко — капитан Быстров («Кохраман»)[2]
- Александр Баширов — «Помидор», прапорщик
- Михаил Ефремов — дембель-сверхсрочник, старшина
- Станислав Говорухин — полковник, командир полка в учебке
- Андрей Краско — полковник, командир полка в Афганистане
- Александр Лыков — майор, сапёр-инструктор
- Алексей Серебряков — капитан-разведчик
- Олесь Кацион — «Михей»
- Карен Мартиросян — Ашот
- Марат Гудиев — Ахмет, душман
- Александр Кучеренко — парикмахер
- Светлана Иванова — Оля
- Михаил Владимиров — механик-водитель БМП

## Производство
Для натурных съёмок использовались площадки в Балаклаве, Береговом, Коктебеле, на военном полигоне в Перевальном, в Саках, в Старом Крыму, под Феодосией, Форосом, в пещерном городе Эски-Кермен (округлые отверстия в скале — зерновые ямы городища).
Для сцены похода «Джоконды» за спичками съёмочной группе понадобилась ослица, которая не боялась бы камеры. Авторы обратились в Ялтинский зоопарк, где им порекомендовали ослицу, которая в 1966 году снималась в фильме Леонида Гайдая «Кавказская пленница, или Новые приключения Шурика».

### Съёмочная группа
- Режиссёр-постановщик: Фёдор Бондарчук.
- Автор сценария: Юрий Коротков.
- Главный оператор: Максим Осадчий.
- Главный художник: Григорий Пушкин.
- Композиторы: Дато Евгенидзе, Иван Бурляев.

### Технические данные
- Производство:
  - ПК «Слово»[4]
  - студия «Art Pictures Group»[4]
  - телерадиокомпания «Студия 1+1»[4] (Украина)
  - MRP Matila Rohr Productions Oy[4] (Финляндия)
  - канал «СТС»[4]
  - Украинская медийная группа[4]
- Сборы:
  - первое место по сборам в России в 2005 г. с $25 555 809[5]
- Первый показ по центральному ТВ: 9 мая 2006 г.[6]
- Издание на DVD: 1 DVD, звук DTS, Dolby Digital 5.1, PAL, 5-я зона, русские субтитры, издатель: «Вокс Видео» 2005 г.; Дополнительно: Фильм о фильме, «9 рота: 20 лет спустя», Фотогалерея
- Издание на VHS: 1 VHS, звук 2.0, PAL, издатель: «Студия Союз»

## Историческая достоверность
Действие фильма происходит в 1989 году, хотя реальный бой у высоты 3234 происходил в 1988 году, когда до окончательного вывода войск оставался ещё год. Боевых потерь Ан-12 в Баграме, по имеющимся данным, не было. Показанное в фильме происшествие случилось 23 января 1989 года в Кандагаре, когда вскоре после вылета самолёт Ан-12БП борт СССР-11987 был повреждён ракетой, запущенной с земли из ПЗРК. Самолёт удалось посадить, после чего он был списан из-за серьёзных повреждений, при этом никто из находящихся на борту людей не пострадал.

## Отзывы
В целом фильм получил разнополярные отзывы. Сам Фёдор Бондарчук о своей картине говорил следующее:

Множество людей сейчас ничего не знает об этой войне. Когда в Чечню отправили 18-летних, все кричали: „Вы отдали наших детей на растерзание!“. Но никто не задумался, что 10 лет кряду страна отправляла на войну людей после школы — тех, кто ещё не ответил на вопрос, что делать в мире, за что отдавать свою жизнь и отдавать ли её вообще? <…> Это фильм о моём поколении, о войне, о товариществе. Про мужскую любовь, про подвиг, предательство и верность. Та правда, которую я стремился показать в кадре, возможно, не понравится генералам. Но наши консультанты — солдаты, которые были в Афганистане, — после просмотра выходили в состоянии эмоционального подъёма. Для меня это имеет огромное значение. Я готов к тому, что эту картину будут ругать высокие чины, которым не понравится мой взгляд.

Российская газета: «Фёдор Бондарчук снял свой первый художественный фильм. В нём, практически в равных пропорциях, сочетается экшн и драма. Эта лента стала главным кинематографическим событием осени. Фильм основан на реальных событиях конца 80-х годов».
Тиль Швайгер о фильме: «Это впечатляющий фильм, красивая съёмка и замечательные актёры»
Российский переводчик и сетевой публицист Дмитрий Пучков, известный как «Goblin», назвал фильм «свинством по отношению к предкам». В рецензии на фильм он писал, что фильм «снят неплохо» и что он является «прорывом для нашего кино», однако критиковал сюжет и подверг сомнению слова Бондарчука, что картина основана на реальных событиях:

Вот теперь имеем сериал «Штрафбат» и фильм «9 рота» сделанные людьми, которые искренне уверены в том, что «снимают правду». Но ещё страшнее то, что в стране выросло целое поколение идиотов, которые свято верят в то, что мы везде и всюду проиграли. Что воины, сражающиеся за свою страну — все как один контуженые психи. Что «всё было зря», потому что «их страна через два года перестала существовать».
— Goblin
Критика отмечала клиповость постановки кадра и монтажа. Также наблюдалось сходство с американскими блокбастерами «Цельнометаллическая оболочка» и «Взвод». Либералы подозревали автора в апологетике бессмысленной войны — даже кровь была снята красиво. Для зрителей, давно ждавших «наш фильм про нас», это оказалось не важно. Впервые был проведён публичный президентский киносеанс, на котором присутствовал министр обороны Сергей Иванов. Владимир Путин сказал после просмотра: «Очень талантливо, потому что берёт за душу» и похвалил батальные сцены, которые, по его мнению, не уступали работам Сергея Бондарчука. Сам Фёдор Бондарчук через неделю после показа в Ново-Огарёво вошёл в общественный совет «Молодой гвардии Единой России», но ничем себя там не проявил.
Ветераны Афганистана отмечают, что фильм смотреть тяжело, потому что в нём слишком много вымысла. Самое большое возмущение вызывает ложь о гибели практически всей роты (хотя погибло 6 человек из 39) и несоответствие реального возраста солдат-участников боя. Его можно считать обычным блокбастером, в котором собраны вместе события, происходившие за 10 лет Афганской войны.

## Премии и признание
Фильм «9 рота» является самым кассовым фильмом российского проката в 2005 году, занимал седьмое место в общем рейтинге самых кассовых российских фильмов (на 21 октября 2011 года) и 33 место в общем рейтинге самых кассовых фильмов российского кинопроката (на 2012 год).
В 2006 году фильм был выбран претендентом на премию «Оскар» от России, но не был номинирован и не вошёл в шорт-лист.
Кинофильм был отмечен на следующих конкурсах и фестивалях:
- Лучший игровой фильм — кинопремия «Золотой овен», 2005 год[22].
- Лучший режиссёрский дебют — «Золотой овен», 2005 год.
- Лучшая операторская работа — «Золотой овен», 2005 год.
- Лучшая женская роль второго плана — «Золотой овен», 2005 год.
- Лучшая музыка к фильму — «Золотой овен», 2005 год.
- Приз зрительских симпатий — «Золотой овен», 2005 год.
- Лучший игровой фильм по результатам открытого интернет-голосования — «Золотой овен», 2005 год.
- Лучший игровой фильм — кинопремия «Золотой орёл», 2005 год.
- Лучшая операторская работа — «Золотой орёл», 2005 год.
- Лучшая музыка к фильму — «Золотой орёл», 2005 год.
- Лучшая работа звукорежиссёра — «Золотой орёл», 2005 год.
- Лучший игровой фильм — кинопремия «Ника», 2005 год.
- Лучшая работа звукорежиссёра — «Ника», 2005 год.
- Лучшая музыка к фильму — «Ника», 2005 год.
- Лучшая мужская роль — «MTV Russia Movie Awards», 2006 год.
- Лучший актёрский ансамбль — «MTV Russia Movie Awards», 2006 год.
- Прорыв года — «MTV Russia Movie Awards», 2006 год.
- Лучшая драка — «MTV Russia Movie Awards», 2006 год.

## Комментарии
1. ↑  В основе события реальная Катастрофа Ан-12 под Кабулом